# 유동식 (신학자)
유동식(柳東植, 1922년 11월 22일~2022년 10월 18일)은 대한민국 신학자이다. 한국에서 토착화(土着化) 신학의 논쟁을 일으킨 장본인이기도한 그는 한국 토착종교인 무교(巫敎, 무속신앙)에 대한 역사적이고 신학적인 해석을 시도했다. 풍류신학은 고운 최치원의 난랑비서문을 바탕으로 한국인의 고유한 얼(영성)을 풍류도를 바탕으로 구성된 해석학적 신학으로 한국 문화신학이라 할 수 있다. 유동식은 한국에서 예술신학이라는 미지의 분야를 개척한 최초의 신학자로, 그의 저작은 한국적 신학의 남상(濫觴)으로 평가 받는다.

## 백수(白壽)를 누린 평신도(平信徒) 예술(藝術) 신학자[4]
소금 유동식 선생은 백수(白壽)를 누린 평신도(平信徒) 예술(藝術) 신학자라할 수 있다. 물론 ‘신학자’라는 꼬리표와 몇 가지 수식으로 한 사람의 삶을 제한할 수 없다. 여기서는 학자로서 유동식을 단편을 소개한다. 

### 백수를 누린 신학자
1922년 11월 22일에 황해도 평산군 남천에서 태어나, 연세대학교 신학과 교수를 역임한 유동식은 학교 동문 근처 자택에서 말년을 보내다, 2022년 10월 18일에 소천했다. 생전 숫자 2와 인연이 깊다 말한 선생은 2022년에 생을 마쳤다. 그는 세는나이 101세로 백수(百壽)를 넘겼고, 만나이 99세로 백수(白壽)였다. 이 또한 한국과 서양의 나이 사이에서 100세를 살았으니, 평소 숫자에 특별한 의미를 두었던 선생답다.
그의 삶은 그 긴 시간만큼이나 역동의 근·현대 한국사를 그대로 품고 지나왔다. 그는 일제강점기와 해방, 6·25 전쟁과 피난의 삶, 한국의 경제적 성장과 정치적 민주화 과정을 모두 겪었다. 말년에는 ‘강남스타일’로 대표되는 이른바 ‘한류’까지 목도하고, 한국 문화의 독창성을 풍류신학과 관련하여 논하기도 했다. 화랑의 풍류도에서 시작된 풍류신학은 기마민족(騎馬民族)의 기상이 세계에 위상을 떨친 소위 ‘말춤’으로 그 가능성을 보여줬다.

### 평신도 신학자
선생이 자신만의 독특한 신학을 자유롭게 전개할 수 있었던 것은 그가 평신도로 살았기 때문이라 할 수 있다. 그는 음주에 거리낌이 없어서 목사 안수를 받지 못했다 말했지만, 제도적 겉치레가 선생의 삶과 사상에 어울리지 않는 것 같기도 하다. 때때로 학문적 자유가 보장되지 않는 한국 신학계에서, 그는 평신도 신학자로서 한국적 기독교 영성을 화랑의 정신에 기초한 풍류도에서 찾고자 하는 파격적인 시도를 할 수 있었다.
유동식은 1960년에 홍콩에서 열린 동아시아교회협의회의 평신도와 청년 지도자를 위한 강습회에 초청되어 참가했다. 이를 계기로 평신도 신학자로 알려지기 시작한 그는 1963년 가을부터 1964년 봄까지 스위스 보세이 에큐메니컬 연구소에서 공부하며, 타종교와 기독교의 관계에 대한 신학적 관심을 발전시킬 수 있었다. 이는 한국 전통종교 연구로 이어졌고, 1972년에 일본 국학원대학에서 한국 무교에 관한 연구로 박사학위를 받는다. 한국에 많은 신학자가 있지만, 한국 전통 종교 연구로 박사학위를 받은 신학자는 그가 유일하다. 그는 교계와 학계의 정해진 틀을 벗어나 자유로운 사상을 펼친 신학자였다.

### 예술 신학자
선생은 성서학, 선교학, 한국신학사, 한국교회사, 조직신학 등 다양한 신학분과에 두루 관심을 갖고 연구했다. 이와 함께 예술 활동은 그의 사상에 영향을 끼친 또 다른 중요한 요소이다. 신학을 넘어 예술에 대한 선생의 학문적 관심과 성과는 그를 예술 신학자로 부르기에 부족함이 없다. 그는 작품 속의 전경(前景)과 후경(後景)의 미학구조와 관계를 분석하고, 이를 기독교 계시와 연결하여 신학적으로 재해석한다. 선생은 자신의 풍류신학의 본론과 결론이 예술신학이라 말했다.
그림을 그리는 것이 그의 생업은 아니었다. 그럼에도 그는 유학과 출장길에 항상 그림도구를 챙겨 다니며 적지 않은 작품을 남겼다. 선생에게 예술은 학문적 연구 대상이자 취미이자 중요한 삶의 한 부분이었다. 소금 유동식은 자신이 펼친 사상 그대로, 한 멋진 삶을 살아낸 풍류객이었다.

## 생애[5]
유동식을 신학의 길로 이끈 것은 가정의 분위기와 일제강점기라는 민족적 상황이라고 할 수 있다. 그는 1922년 11월 22일 황해도 평산군 남천에서 3대째 기독교인으로 태어났으며, 당시에 황해도에 남감리교가 선교하고 있었기에 그의 가족은 모두 감리교인이 되었다. 유동식은 그의 조부가 “성경에 파묻혀 언제나 유유자적하는” 사람이었으며, 부조리가 가득한 현실의 고난을 극복하며 살아가는 모습을 보였다고 증언한다. 그리고 이러한 가정환경 덕에 그는 어려서부터 “하나님에 대한 신앙과 인권의 존엄성에 대한 신념 같은 것이 생리화”되었다고 고백한다.
그런데 유동식은 어려서부터 일제강점기를 살았고, 그 시대 속에서 신앙적인 영향을 받게 된다. 그는 민족성이 말살되고, 일본인들이 조선 사람을 경멸하는 상황 속에서, 그리고 그가 가지고 있던 기독교 신앙과는 정반대로 전개되어 가는 현실 속에서 갈등을 느꼈고, 그 결과 민족과 기독교 신앙의 의미를 찾기 시작하였 다. 즉, 일제의 무단 수탈과 억압, 민족적 아픔의 현실은 하나님을 향한 신앙을 기반으로 인간에 대한 존엄성과 가치에 대해서 신념을 가졌던 그에게 있어서 기독 교 신앙의 의미와 가치에 관하여 묻게 만든 것이다. 그리고 이러한 고난의 현실을 초월할 수 있는 길이 ‘절대적 가치의 세계를 추구하는 것’ 즉, 종교적 진리를 추구하는 ‘신학의 길’이라는 생각을 가지게 되었고, 그 결과 1943년 봄에 동경으로 건너가 동부신학교에 입학하게 된다.
유동식은 동부신학교로 가고 일 년도 안 되어 “반도 학도의 특별 지원병 제”를 통해 강제 징집되어, 1년 8개월여 동안 전쟁에 참여하게 되었다. 그는 이 시절에 대하여 “비인격화된 군인생활과 폭격의 공포는 매일같이 「죽음의 연습」을 되풀이하게” 해주었다고 회상한다. 후에 그는 전쟁터에서 해방을 맞이하게 되었고, 이 해방의 경험에 대하여 “실존적인 부활을 체험”한 경험이라고 말한다. 그 리고 이러한 전쟁과 해방의 경험은 그로 하여금 신학의 전통에 매이지 않게 만들었으며, 그의 인생과 신학에 있어서 “근본적인 뿌리체험 혹은 원체험”이 되었다.
해방 후, 유동식은 감리교신학교 2학년에 편입하였고, 이 시기에 동양적인 영성에 눈을 돌리게 되었다. 당시 그에게 영향을 준 사람은 함석헌과 승려인 탄허로, 유동식이 보기에 함석헌의 강의에는 종교, 시, 동양사상이 융합된 세계가 있었으며, 탄허를 통하여 공부하게 된 『장자(莊子)』 「내편(內篇)」은 그에게 성서만큼 이나 ‘참 사람’의 경지를 보여주었고, 하나님의 세계를 이해하는 눈을 주었다.
6.25 전쟁이 발발하자, 유동식은 피난 중에 전주로 가게 되었고, 그곳에서 목회자로 있었던 고득순을 만나게 된다. 이 만남에 대하여 그는 “6.25가 내게 준 하나의 큰 혜택”이라고 표현하는데, 이는 고득순이 유동식의 심허속천(心虛屬天) 사상을 형성하는 데 크게 이바지했으며, 그를 통하여 유동식은 한국의 이상적인 목회자상을 보았기 때문으로 여겨진다.
유동식은 1954년부터 배화여자고등학교에서 종교 주임으로 학생들을 가르 치게 된다. 이 시기에 그는 예수의 교훈을 중심으로 복음의 핵심에 대해서만 가르쳐주면 족하다고 생각하였고, 그것이 1954년에 『예수의 근본문제』라는 책으로 발간된다. 그곳에서 2년 남짓의 종교 주임으로 일한 후에 1956년에 유동식은 ‘십자군 장학기금’을 받고 보스턴대학에서 신약학을 전공하게 되었다. 이때 그는 『성경』, 『노자(老子)』, 영어사전을 가지고 갔으며, ‘요한복음의 근본사상’을 주제로 그것을 동양의 도(道)의 입장에서 연구하고자 하였다. 즉, 유동식은 학문으로서 신학 작업 이전에 이미 “동양사상과의 만남을 통한 새로운 신학적 패러다임을 추구하는 신학, 곧 토착화신학 수립을 위한 기틀”을 서서히 마련하고 있었던 것이다.
보스턴대학교에서 유동식에게 주어진 문제의식은 복음과 문화의 관계였다. 그는 미국에서 C. H. 다드(C. H. Dodd)의 실현된 종말론과 루돌프 불트만(Rudolf K. Bultmann)의 비신화화론(非神話化論)의 영향을 받게 되었으며, 특별히 불트만의 신학을 만났을 때를 회상하며 “東西의 벽이 무너지고, 道와 로고스가 서로 만날 수 있는 길을 발견했을 때엔 몹시 기뻤다. 非神話化論은 성서해석에서뿐만 아니라 모든 문화분야에서도 응용될 수 있는 解釋學이라고 생각했다”라고 말한 다. 그리고 그의 영향으로부터 시대적, 문화적 제약 아래에 있는 표현 양식보다는 진리의 본질을 실존론적(實存論的)으로 파악해야 한다고 주장하게 된다. 그런데 유동식이 불트만의 영향을 받았음에도 불구하고, 그의 신학을 그대로 수용한 것은 아니다. 오히려 유동식은 “성서를 다시 보는 눈을 그분[불트만]에게서 배운 것”이라고 고백하면서, 불트만의 신학이 아닌, 그의 성서해석 관점에 영향을 받았다고 말한다. 그리고 실제로 김경재와 김광식은 유동식의 신학이 불트만의 신학 과는 다르다고 주장한다. 이렇게 보스턴에서 공부하고 한국에 돌아온 이후에 그는 복음의 실상과 한국문화 속에서 그것을 의미 있게 전달하는 문제를 고민하였 고, 『요한서신 주석』을 집필하면서 먼저 복음을 해명하고자 하였다.
1960년 겨울, 홍콩에서 열린 평신도와 청년 지도자를 위한 강습회에서 유동식은 헨드릭 크래머(Hendrik Kramer)를 만나게 되었고, 그의 타 종교 이해와 커뮤니케이션론에 관심을 가지게 된다. 크래머의 영향으로 유동식은 성서에서 제시하는 교회의 본질과 교회 전통을 구분하게 되었으며, 동양종교도 성서적 실재(實 在)의 입장에서 볼 수 있다고 생각하게 된다. 1963년 5월, 유동식은 WCC가 있는 스위스 제네바에 가게 되며, 제네바 근처에 있는 보세이 에큐메니컬 연구원으로 지내면서 타 종교에 대한 기독교적 이해에 관하여 공부하게 되었다. 그는 그곳에서 지내면서 기독교가 서양의 종교라고 느끼게 되었고, 한국종교의 의미에 관하여 고민하게 된다. 그리고 기독교 입장에서 한국종교에 대하여 정리하고, 선교 신학적인 관심에서 글을 쓰면서, 『한국종교와 기독교』와 『도와 로고스』가 출판된다. 이러한 점에서 유동식에게 있어서 한국의 문화와 종교, 토착화 신학이라는 주제는 식민지 치하와 서양과의 만남을 통하여 한국인에 대하여 생각하게 되면서 도출된 신학적 주제였다고 할 수 있다.
『한국종교와 기독교』가 출간된 이후에, 유동식은 한국인의 종교적 영성을 본격적으로 규명해야 한다는 생각을 가지게 되었다. 이는 유동식이 보기에 한국 문화의 근원이 되는 것이 종교였고, 복음이 뿌리를 내려야 할 곳이 영성이었기에, 토착화를 위해서도 한국인의 영성이 규명되어야 했기 때문이다. 그리하여 그는 무교(巫敎)가 한국인의 전통종교라는 생각으로 1968년 9월부터 도쿄대학(東京大学) 문학부 대학원에서 연구하게 된다. 유동식은 그곳에서 민속종교학자인 호리 이치로(堀一郎)에게 미르치아 엘리아데(Mircea Eliade)를 배우면서 샤머니즘에 대하여 폭넓은 이해를 가지게 되었고, 1972년에 “한국샤머니즘의 歷史와 構造的 特質”이라는 이름의 논문으로 고쿠가쿠인대학(國學院大學)에서 종교학 박사학위를 받게 된다. 그리고 박사학위 논문을 바탕으로 『한국무교의 역사와 구조』라는 책이 1975년도에 출간된다.
1979년 12월부터 1980년 6월 말까지 유동식은 동경에 있는 국제기독교대학(ICU)에서 한국 사상사를 강의하게 되었고, 이 기간에 그는 한국인의 얼(영성)을 규명하는 작업에 착수하게 된다. 이는 유동식이 한국의 사상사를 한국인의 얼(영성)의 전개사(展開史)로 보았기 때문이다. 그래서 그는 한국인의 영성을 풍류도(風流道)로 규정하고, 풍류도의 전개를 바탕으로 한국신학 사상사와 한국종교 사상사의 구조를 정리하였으며, 한국 문화사(文化史)를 풍류 문화의 형성 과정사(過程史)로 보게 된다. 이러한 과정을 통하여 유동식은 한민족의 문화와 기독교 신앙, 신학과 만남의 장으로서 풍류도를 발견하게 되었고, 앞으로 자신에게 주어진 과제를 풍류신학의 정립, 곧 “풍류도와 기독교 복음과의 접목을 통해 한국신학을 정립하는 일”로 인식하게 되었으며, 자신의 신학 여정을 “풍류신학으로의 여로”로 표현하게 된다.
후에 유동식은 종교와 예술이 불가분리(不可分離)의 관계이며, 풍류도가 종교적 영성이자 예술적 영성이기에 “예술신학은 풍류신학의 본론인 동시에 결론”이 라고 주장하면서 그의 신학 사상을 예술신학으로 전개해 나간다. 그리고 여기에 서 그는 “역사, 민족, 인간, 삶, 복음, 전쟁과 사랑, 자유 등을 예술론적으로 해석” 하며, 서양과 한국의 미술사를 통해서 하나님의 음성을 듣는 시도를 한다. 그리 하여 유동식은 예술신학에서 불교와 관련하여 하나님께서 불교문화를 통하여 말씀하셨으며, 그 가운데에서 “석굴암은 불교 미술의 결정체요,... 인류 문화의 미래를 내다보게 하는 하나님의 묵시가 담겨 있는 거작”이라고 말한다.

## 약력[6]

### 학력
1940. 춘천고등학교 졸업

1948. 감리교신학교 졸업

1958. 보스턴대학교신학석사

1964. 스위스 에큐메니칼연구원 Diploma

1968-1969. 동경대학교 종교학/종교사학 연구

1972. 국학원대학 문학박사

### 경력
1948-1950. 공주여자사범학교 교사

1951-1953. 전주사범학교 교사

1954-1956. 배화여자고등학교 종교주임

1959-1967. 감리교신학대학 전임강사/조교수

1962-1972. 대한기독교서회 편집부장

1971-1977. 세계신학교육기금위원회 위원

1973-1988. 연세대학교 신과대학 교수

1979-1980. 국제기독교대학 객원교수

### 수상
1976. 한국출판 문화상 저작상, 한국일보사

1998. 3.1 문화상 학술상, 3.1문화재단

2021. 용재학술상, 연세대학교

## 저작[7]

### 소금 유동식 전집
소금유동식전집편찬위원회. 『素琴 柳東植 全集』 제1권, 성서학. 서울: 한들출판사, 2009.

_____. 『素琴 柳東植 全集』 제2권, 선교학. 서울: 한들출판사, 2009.

_____. 『素琴 柳東植 全集』 제3권, 종교학. 서울: 한들출판사, 2009.

_____. 『素琴 柳東植 全集』 제4권, 신학사. 서울: 한들출판사, 2009.

_____. 『素琴 柳東植 全集』 제5권, 교회사 I. 서울: 한들출판사, 2009.

_____. 『素琴 柳東植 全集』 제6권, 교회사 II. 서울: 한들출판사, 2009.

_____. 『素琴 柳東植 全集』 제7권, 풍류신학 I. 서울: 한들출판사, 2009.

_____. 『素琴 柳東植 全集』 제8권, 풍류신학 II. 서울: 한들출판사, 2009.

_____. 『素琴 柳東植 全集』 제9권, 풍류신학 III. 서울: 한들출판사, 2009.

_____. 『素琴 柳東植 全集』 제10권, 소금과 그의 신학. 서울: 한들출판사, 2009.

_____. 『素琴 柳東植 全集』 별권, 신학과 예술의 만남. 서울: 한들출판사, 2010.

### 저서 및 편서
유동식. 『택함받은 나그네 들에게』 전주: 南門外敎會基督靑年會, 1952. - 소금 유동식 전집 1권에 실림.

_____. 『예수의 根本問題』 서울: 心友園, 1954. - 소금 유동식 전집 1권에 실림.

_____. 『요한서신 주석』 서울: 대한기독교서회, 1962. - 소금 유동식 전집 1권에 실림.

_____. 『韓國 宗敎와 基督敎』 서울: 大韓基督敎書會, 1965. - 소금 유동식 전집 2권에 실림. 

_____. 『神은 죽었는가?』 서울: 弘人書院, 1966.

_____. 『文獻目錄 : 韓國의 家族과 宗敎에 關한 硏究, 1945-1970』 Tokyo: Centre for East Asian Cultural Studies, 1972.

_____ 외. 『聖書神學과 宣敎 : 晩穗金正俊博士華甲紀念論文集』 서울: 韓國神學大學 出版部, 1974.

_____. 『예수 바울 요한』 서울: 大韓基督敎書會, 1975. - 소금 유동식 전집 1권에 실림. 

_____. 『韓國 巫敎의 歷史와 構造』 서울: 延世大學校 出版部, 1975. - 소금 유동식 전집 3권에 실림. 

_____ 외. 『韓國 思想史의 主流』 韓國思想硏究會 編. 서울: 景仁文化社, 1975.

_____. 『道와 로고스 : 宣敎와 韓國神學의 課題』 서울: 大韓基督敎出版社, 1978. - 소금 유동식 전집 2권에 실림. 

_____. 『民俗宗敎와 韓國 文化』 서울: 現代思想社, 1978. - 소금 유동식 전집 2권에 실림.

_____. 『散花歌 : 柳東植 隨想集』 서울: 正宇社, 1978. - 소금 유동식 전집 8권에 실림.

_____ 외. 『한국 교회 성령운동의 현상과 구조』 크리스챤아카데미 편. 서울: 크리스챤아카데미, 1982.

_____. 『韓國 神學의 鑛脈 : 韓國 神學思想史 序說』 서울: 展望社, 1982. - 소금 유동식 전집 4권에 실림.

_____. 『韓國巫敎의 歷史와 構造』 서울: 延世大學校 出版部, 1985. - 소금 유동식 전집 3권에 실림.

_____, 금장태. 『韓國 宗敎思想史, 2, 儒敎 基督敎 篇』 서울: 延世大學校 出版部, 1986.

_____. 『韓国のキリスト教』 일본: 동경대학출판회, 1987. - 소금 유동식 전집 6권에 실림.

_____. 『風流神學으로의 旅路』 서울: 展望社, 1988. - 소금 유동식 전집 7권에 실림.

_____. 『하와이의 한인과 교회』 하와이: 그리스도연합감리교회, 1988. - 소금 유동식 전집 5권에 실림.

_____. 『재일본한국기독교청년회사 : 1906-1990』 서울: 재일본한국기독교청년회, 1990. - 소금 유동식 전집 6권에 실림.

_____. 『정동제일교회의 역사 : 1885-1990』 서울: 기독교대한감리회 정동제일교회, 1992.

_____. 『風流道와 韓國神學』 서울: 展望社, 1992. - 소금 유동식 전집 7권에 실림.

_____. 『韓國 宗敎思想史, 5, 經典集』 서울: 延世大學校 出版部, 1992.

_____ 외. 『공동체 신학의 모색』 크리스챤 아카데미 신학연구위원회 편. 서울: 展望社, 1992.

_____ 외. 『韓國 宗敎와 韓國 神學 : 素石 柳東植 博士 古稀 記念 論文集』 서울: 韓國神學硏究所, 1993.

_____. 『한국감리교회의 역사 : 1884-1992, 1권』 서울: 기독교대한감리회, 1994.

_____. 『한국감리교회의 역사 : 1884-1992, 2권』 서울: 기독교대한감리회, 1994.

_____. 『風流道와 한국의 종교사상』 서울: 연세대학교 출판부, 1997. - 소금 유동식 전집 8권에 실림.

_____ 외. 『기독교와 한국 역사』 서울: 연세대학교 출판부, 1997.

_____. 『한국신학의 광맥』 서울: 다산글방, 2000. - 소금 유동식 전집 4권에 실림.

_____. 『종교와 예술의 뒤안길에서』 서울: 한들출판사, 2002. - 소금 유동식 전집 10권에 실림.

_____ 외. 『한국문화와 풍류신학』 서울: 한들출판사, 2002. - 소금 유동식 전집 10권에 실림.

_____ 외. 『韓國佛敎學硏究叢書. 74 : 新羅佛敎篇 : 阿彌陀·觀音信仰 및 기타 1』 고양: 불함문화사, 2003.

_____ 외. 『韓國佛敎學硏究叢書. 3 : 總說篇 : 佛敎와 民俗』 고양: 불함문화사, 2003.

_____. 『풍류도와 예술신학』 서울: 한들출판사, 2006. - 소금 유동식 전집 9권에 실림.

_____. 『풍류도와 요한복음』 서울: 한들출판사, 2007. - 소금 유동식 전집 9권에 실림.

_____. 『한국문화와 기독교』 서울: 한들출판사, 2009. - 소금 유동식 전집 9권에 실림.

_____ 외. 『내가 믿는 부활 : 삶의 신학 콜로키움』 서울: 대화문화아카데미, 2012.

_____ 외. 『새로운 교회의 모델을 찾아서 : 신반포교회 평신도 아카데미』 서울: 동연, 2012.

_____. 『제3시대와 요한복음』 서울: 동연, 2014.

_____, 최종고. 『화가목사 이연호 평전 : 신과 인간, 미술에서 만나다』 서울: 한들출판사, 2014.

_____ 외. 『한국인, 우리는 누구인가 : '나'라는 물음 끝에 다시 던져진 질문』 파주: 21세기북스, 2016.

_____. 『소금산조』 서울: 한들, 2017.

윤정은. 『영혼의 노래 : 흰돌 윤정은 시집』 유동식 엮음. 서울: 한들출판사, 2005. - 소금 유동식 전집 9권에 실림.

### 역서
녹스, 존. 『人間 그리스도 예수』 유동식 옮김. 서울: 조알社, 1955.

불트만, 루돌프. 『聖書의 實存論的 理解 : 新約聖書와 神話論』 유동식 옮김. 서울: 新楊社, 檀紀4292[1959], 1969.

_____. 『성서의 실존론적 이해』 유동식 옮김. 서울: 대한기독교서회, 1969.

_____. 『예수 그리스도와 神話論』 유동식 옮김. 서울: 新楊社, 1969.

젠킨스, 다니엘 토마스. 『우리가 믿는 하나님』 유동식 옮김. 서울: 大韓基督敎書會, 1962.

크래머, 핸드릭. 『평신도 신학 : 平信徒運動의 神學的基礎 』 유동식 옮김. 서울: 大韓基督敎書會, 1963.

_____. 『평신도 신학과 교회 갱신』 유동식 옮김. 서울: 평신도신학연구소, 1994.

바로우, 밀러. 『聖書神學總論』 유동식 옮김. 서울: 大韓基督敎書會, 1967.

매쿼리, 존. 『希望의 倫理』 유동식 옮김. 서울 : 大韓基督敎書會, 1976.

웨슬리, 존. 『존 웨슬리 叢書. 5 : 新約聖書註解. 上』 유동식, 김용옥 옮김. 서울 : 韓國敎育圖書出版社, 1977.

### 논문
유동식. “서평-불트만 역사와 종말론.” 「기독교사상」 15 (1958): 93-96.

_____. “복음전달에 있어서의 문제점에 대하여.” 「기독교사상」, 16 (1958): 45-50.

_____. “도와 로고스.” 「기독교사상」 19 (1959): 54-59.

_____. “죽어야 한다.” 「기독교사상」, 24 (1959): 96-105.

_____. “요한1서 풀이(1).” 「기독교사상」 31 (1960): 97-102.

_____. “요한1서 풀이(4).” 「기독교사상」 34 (1960): 96-101.

_____. “요한1서 풀이(5).” 「기독교사상」 35 (1960): 94-97.

?_____. “非神話化論의 概要.” 「現代思想講座」 5. (1960).

_____. “요한복음에서 본 신앙의 본질.” 「기독교사상」 39 (1961): 42-47.

_____. “서평-평신도 신학.” 「기독교사상」 42 (1961): 90-91.

_____. “불트만의 신앙론.” 「기독교사상」 43 (1961): 22-28.

_____. “평신도론.” 「기독교사상」 48 (1961): 17-23.

?_____. “福音의 土着化와 韓國에 있어서의 宣敎的 課題.” 「監神學報」 創立57週年記念號 (1962).

_____. “혁명의 종교.” 「기독교사상」 54 (1962): 24-27.

_____. “복음과 재래종교와의 대화문제.” 「기독교사상」 56 (1962): 56-62.

_____. “평신도운동의 본질.” 「기독교사상」 62 (1963): 26-33.

_____. “기독교의 토착화에 대한 이해.” 「기독교사상」 64 (1963): 64-68.

_____. “내가 만난 신학자들.” 「기독교사상」 76 (1964): 70-75.

_____. “새로운 자세를 찾는 서구교회.” 「기독교사상」 78 (1964): 84-87.

_____. “평신도운동의 이모저모.” 「기독교사상」 79 (1964): 60-65.

_____. “회고와 전망.” 「기독교사상」 82 (1964): 76-79.

_____. “화해와 공동사명.” 「기독교사상」 83 (1965): 81-85.

_____. “한국 교회가 지닌 비종교화의 과제.” 「기독교사상」 84 (1965): 37-43.

_____. “신흥종교가 제시하는 문제점.” 「기독교사상」 92 (1965): 48-53.

_____. “교회혁신의 기수 헨드릭 크레머.” 「기독교사상」 94 (1966): 80-85.

_____. “단군상 건립안에 항의” 「기독교사상」 97 (1966): 8-9.

_____. “한국교회와 타종교.” 「기독교사상」 101 (1966): 52-60.

_____. “제7회 동남아 신학연구회의 의의.” 「기독교사상」 102 (1966): 62-65.

_____. “이용도 목사와 그의 주변.” 「기독교사상」 111 (1967): 21-27.

_____. “만물을 새롭게.” 「기독교사상」 114 (1967): 115-115.

_____. “복음의 세속성.” 「기독교사상」 115  (1967): 24-31.

_____. ”한국신학의 광맥(1) - 양주삼 편.” 「기독교사상」 116 (1968): 60-66.

_____. “한국신학의 광맥(2) - 남궁혁 편.” 「기독교사상」 117 (1968): 62-67.

_____. “한국신학의 광맥(3) - 송창근 편.” 「기독교사상」 118 (1968): 66-71.

_____. “한국신학의 광맥(4) - 정경옥 편.” 「기독교사상」 119 (1968): 100-105.

_____. “한국신학의 광맥(5) - 박형룡 편.” 「기독교사상」 120 (1968): 88-95.

_____. “멀고도 가까운 길.” 「기독교사상」 121 (1968): 7.

_____. “한국신학의 광맥(6) - 변홍규 편.” 「기독교사상」 121 (1968): 112-116.

_____. “한국신학의 광맥(7) - 김재준 편.” 「기독교사상」 122 (1968): 84-91.

_____. “한국신학의 광맥(8) - 홍현설 편.” 「기독교사상」 123 (1968): 116-123.

_____. “한국신학의 광맥(9) - 김정준 편.” 「기독교사상」 124 (1968): 121-127.

_____. “한국신학의 광맥(10) - 윤성범 편.” 125 「기독교사상」 125 (1968): 105-109.

_____. “한국신학의 광맥(11) - 서남동 편.” 「기독교사상」 126 (1968): 107-112.

?_____. “한국신학의 어제와 내일.” 「기독교사상」 12/12 (1968).

_____. “가난하지만 우리는 젊다.” 「기독교사상」 127 (1968): 114-125.

_____. “70년대 한국 신학의 과제.” 「기독교사상」 138 (1969): 46-53.

_____. “제4의 종교와 기독교.” 「기독교사상」 144 (1970): 42-49.

_____. “역사의 틈바구니에서.” 「기독교사상」 145 (1970): 24-25.

_____. “한국 문화의 중흥을 위하여.” 「기독교사상」 147 (1970): 22-23.

_____. “자기 혁신으로 사는 교회.” 「기독교사상」 148 (1970): 24-25.

_____. “젊은이에게 꿈을 주라.” 「기독교사상」 149 (1970): 24-25.

_____. “교회가 담당해야 할 안보.” 「기독교사상」 150 (1970): 24-26.

_____. “성탄과 70년과 한국교회.” 「기독교사상」 151 (1970): 22-23.

_____ 외. “70년대의 서장을 돌아본다.” 「기독교사상」 151 (1970): 83-91.

?_____. “한국종교의 어제와 내일.” 『미래를 묻는다 I』 (서울: 한국미래학회, 1970).

?_____. “韓國文化의 宗敎的 基盤.” 「현대와 신학」 (서울: 연합신학대학원, 1970).

_____. “창조적인 71년과 우리의 책임.” 「기독교사상」 152 (1971): 32-33.

_____ 외. “71년의 한국과 교회.” 「기독교사상」 152 (1971): 90-97.

_____. “군 선교의 의미.” 「기독교사상」 153 (1971): 22-23.

_____ 외. “교회의 일치를 향하여.” 「기독교사상」 153 (1971): 120-123.

_____ 외. “오도된 신비체험으로서의 광신주의.” 「기독교사상」 156 (1971): 92-100.

_____. “제3 세계와 제3 T.E.F. - 우간다회의의 의미.” 「기독교사상」 159 (1971): 131-135.

?_____. “第四의 宗敎와 基督敎.” 「기독교사상」 15/9 (1971).

_____. “급변하는 사회 속에서의 한국교회 - 기독교 신흥종교를 중심으로.” 「기독교사상」 160 (1971): 74-79.

_____ 외. “72년을 맞는 한국교회의 과제.” 「기독교사상」 164 (1972): 44-52.

_____. “한국인의 사생관.” 「기독교사상」 167 (1972): 66-71.

_____. “평화를 위협하는 또 하나의 적.” 「기독교사상」 168 (1972): 22-23.

_____. “역사의식과 새마을 운동.” 「기독교사상」 169 (1972): 22-23.

_____. “환경과 인간선언.” 「기독교사상」 170 (1972): 24-25.

_____. “오늘도 8.15의 감격을.” 「기독교사상」 171 (1972): 22-23.

_____. “제 3세계의 신학적 과제.” 「기독교사상」 172 (1972): 22-23.

_____. “창의성의 문제 - 심정전과 남북회담.” 「기독교사상」 173 (1972): 24-26.

_____. “통일의 비정치적 요인 - 사람됨의 문제.” 「기독교사상」 174 (1972): 12-13.

_____. “한국종교연구의 경향 - 외국에서의 박사논문을 중심으로.” 「기독교사상」 174 (1972): 82-88.

_____. “’72년의 전진과 종교인의 과제.” 「기독교사상」 175 (1972): 22-24.

_____. “神話와 儀禮에서 본 古代韓國人의 信仰形態.” 「종교연구」 1 (1972): 5-25.

?_____. “宗敎的 側面에서 본 70 年代 韓國敎育의 目標.” (서울: 한국교육개발원, 1972).

_____ 외. “입신현상에 대한 신학적 평가.” 「기독교사상」 177 (1973): 99-105.

_____. “빗나간 화살.” 「기독교사상」 177 (1973): 154-155.

_____ 외. “빌리 그레함 전도대회를 말한다.” 「기독교사상」 182 (1973): 80-91.

_____. “우학 양재연박사 추도호: 불교사찰의 삼성각과 삼신신앙에 대하여.” 「한국문화인류학」 6 (1973): 142-145.

_____. “한국의 무교 연구.” 「신학사상」 2 (1973): 95-126.

_____. “佛教寺刹의 三聖閣과 三神信仰에 대하여.” 「文化人類學」 第6輯 (韓國文化人類學會, 1973): 142-145.

_____. “탈출자 예수.” 「기독교사상」 194 (1974): 22-24.

_____, 한준섭. “군선교 활동을 진단한다.” 「기독교사상」 197 (1974): 49-55.

_____. “한국문화와 토착화 문제.” 「사목」 36 (한국천주교중앙협의회, 1974).

_____. “광야 40년.” 「기독교사상」 201 (1975): 22-23.

_____. “국가건설의 기초 문제.” 「기독교사상」 204 204 (1975): 12-14.

_____. “민속종교에 나타난 세계관.” 「기독교사상」 206 (1975): 57-62.

_____. “8.15는 한국의 축제일.” 「기독교사상」 207 (1975): 12-14.

_____. “새로운 공동체의 모색.” 「기독교사상」 209 (1975): 38-46.

_____. “암흑을 몰아내는 축제.” 「기독교사상」 210 (1975): 12-14.

_____. “심포지움: 급변하는 사회에서의 한국문화의 전통성 - 신앙분야.” 「한국문화인류학」 7 (1975): 117-125.

?_____. “韓國의 土着信仰과 民衆의 佛敎受容形態” 「延世論叢」 第12輯 (延世大學校大學院, 1975). 

_____. “3.1론.” 「기독교사상」 213 (1976): 12-14.

_____ 외. “한국교회는 무당종교를 극복할 수 있는가?.” 「기독교사상」 216 (1976): 66-81.

_____. “한·일 불교수용형태의 비교적 고찰 - 토착신앙과의 관계를 중심으로.” 「한국문화인류학」 8 (1976): 67-69.

?_____. “藝術的 次元에서 본 韓國人의 슬기.” 『大學國語』 (梨花女子大學校 出版部, 1976).

_____. “가람구조 및 불서를 통해 본 한.일 불교수용형태의 비교연구.” 「신학사상」 14 (1976): 602-634.

_____. “토속신앙에 나타난 복의 이해.” 「기독교사상」 223 (1977): 34-38.

_____. “현대문명의 도전과 한국신학의 과제.” 「기독교사상」 227 (1977): 95-107.

_____. “서평-성서공동연구의 이론과 실제.” 「기독교사상」 227 (1977): 169-171.

_____. “현대한국의 종교와 사회변동.” 「기독교사상」 235 (1978): 123-131.

_____. “탁사(濯斯) 최병헌(崔炳憲)과 그의 사상.” 「동방학지」 19 (1978): 135-158.

_____. “무교적 구조의 방법론적 의미.” 「한국문화인류학」 10 (1978): 103-104.

_____. “韓國敎會의 土着化 類型과 神學.” 「신학논단」 14 (1980): 17-34.

_____. “風流道와 기독교.” 「신학논단」 16 (1982): 343-351.

_____. “1970년대 한국신학.” 「신학사상」 36 (1982): 80-102.

?_____. “韓國巫敎의 宗敎的 特姓.” 『韓國巫敎의 綜合的 考察』 서울: 高大民族文化硏究所, 1982.

?_____. “죽음에 대한 韓國人의 이해.” 『대학국어』 서울: 연세대학교출판부, 1982.

?_____. “한국기독교 사상은 존재하는가.” 「월간조선」 서울: 조선일보사, 1982.

_____. “풍류신학.” 「신학사상」 41(1983): 432-441.

_____. “한국의 문화와 신학사상 - 풍류신학의 의미.” 「신학사상」 47 (1984): 718-734.

_____ 외. “심포지움: 장공 김재준의 생애와 신학.” 「신학사상」 50 (1985): 532-549.

?_____. “한국기독교(1885-1989)의 타종교에 대한 이해.” 「연세논총」 서울: 1985.

_____ 외. “심포지움: 한국문화와 그리스도교 관계에 대한 새로운 반성.” 「신학사상」 52 (1986): 70-89.

_____. “그리스도교와 동향의 만남, 의미전달, 수용에 대한 분석” 「신학사상」 52 (1986): 204-214.

_____. “조상숭배에 대한 종합적 고찰 : 기독교와 조상숭배 - 한국적상황에 대한 사적고찰.” 「한국문화인류학」 18 (1986): 85-93.

_____. “한국의 기독교와 조상숭배 문제.” 「신학논단」 17 (1987): 261-269.

_____. “그리스도교와 한국인의 세계 - 정대위신학의 풍류도적 번안.” 「신학연구」 28 (1987): 25-40.

_____. “서여(西餘) 민영규(閔泳珪) 선생 고희기념논총: 한국인의 영성(靈性)과 종교문화.” 「동방학지」 56 (1987): 399-413.

_____. “풍류신학으로의 여로.” 「신학논단」 18 (1989): 51-69.

_____. “한국민족의 영성과 한국종교.” 「기독교사상」 375 (1990): 63-75.

_____ 외. “서회 백년의 반성과 2세기 과제.” 「기독교사상」 378 (1990): 110-129.

_____. “한국인의 영성(靈性)과 종교.” 「계간 사상」 5 (1990): 129-162.

_____. ‘한국종교와 신학적 과제.” 「한국기독교신학논총」 7 (1990): 11-33.

_____ 외. “한국토착화신학 논쟁의 평가와 전망.” 「기독교사상」 390 (1991): 78-100.

_____ 외. “한국토착화신학 논쟁의 평가와 전망(2).” 「기독교사상」 391 (1991): 75-94.

?_____. “요한복음과 풍류도.” 『두산 김우현 목사 - 그 신앙과 사상』 전택부 편. 서울: 기독교문사, 1992.

?_____. “한국 감리교회의 전통과 다원주의.” 「감리교단을 염려하는 기도회 자료집」 (서울: 1992).

?_____. “다원종교사회와 한국의 기독교.” 「계간 연세: 진리 · 자유」 1992, 겨울.

_____. “한국종교와 한국신학.” 「기독교사상」 421 (1994): 164-167.

_____. “앞서간 변선환 목사를 그리며.” 「기독교사상」 441 (1995): 135-138.

_____. “해방후 50년 한국신학.” 「신학사상」 91 (1995): 48-69.

_____. “기획특집: 현대사와 한국종교 1 < 한국종교의 세계사적 조명 > 세계사 속의 한국기독교: 그 위치와 과제.” 「종교와 문화」 1 (1995): 59-76.

_____, 이주연. “토착화신학의 선구자 유동식.” 「기독교사상」 453 (1996): 137-155.

_____. “《한국 종교문화와 그리스도》창간에 부쳐.” 「한국문화신학회 논문집」 1 (1996): 5-6.

_____. “예술에 산 목회자 이연호.” 「기독교사상」 461 (1997): 48-65.

_____. “한국교회와 문화신학의 과제.” 「기독교사상」 462 (1997): 128-133.

_____ 외. “심포지엄: 안병무의 신학과 사상.” 「신학사상」 96 (1997): 23-53.

_____ 외. “심포지엄: 한국신학연구소 25년 회고와 전망.” 「신학사상」 102 (1998): 5-27.

_____. “멋의 회복 - 한국 문화신학의 과제.” 「한국문화신학회 논문집」 2 (1998): 5-5.

_____. “효도의 신학적 이해.” 「한국효학회 제1회 효학 학술대회」 (1998): 18-28.

_____. “전덕기의 민중ㆍ민족 목회 사상.” 「나라사랑」 97 (1998): 99-113.

_____. “밀레니엄과 예술.” 「기독교사상」 488 (1999): 204-216.

_____. “특집1. 인문학의 이해: 한국의 얼과 새 밀레니엄 문화.” 「인문과학」 80 (1999): 1-13.

_____. “종교와 예술의 뒤안길에서(1): 종교적이며 예술적인 존재.” 「기독교사상」 509 (2001): 246-254.

_____. “종교와 예술의 뒤안길에서(2): 하나님을 떠난 인간 상황.” 「기독교사상」 510 (2001): 242-253.

_____. “종교와 예술의 뒤안길에서(3): 해방의 복음.” 「기독교사상」 511 (2001): 230-241.

_____. “종교와 예술의 뒤안길에서(4): 혼돈과 빛.” 「기독교사상」 512 (2001): 240-250.

_____. “종교와 예술의 뒤안길에서(5): 전쟁과 사랑.” 「기독교사상」 513 (2001): 238-249.

_____. “종교와 예술의 뒤안길에서(6): 나그네의 자유와 사랑.” 「기독교사상」 514 (2001): 252-262.

_____. “종교와 예술의 뒤안길에서(7): 문화와 복음.” 「기독교사상」 515 (2001): 250-261.

_____. “종교와 예술의 뒤안길에서(8): 종교와 복음.” 「기독교사상」 516 (2001): 244-257.

_____. “한국신학으로서의 예술신학.” 「한국문화신학회 논문집」 4 (2001): 187-195.

_____. “이단자의 후예들을 기리며.” 「한국문화신학회 논문집」 5 (2001): 9-15.

_____. “『근 · 현대 한국종교사상 연구』를 읽고.” 「한국종교」 25 (2001): 291-292.

?_____. “종교적 예술과 한국신학” 「풍경소리」 20 (서울: 풍경소리사, 2001).

_____. “종교와 예술의 뒤안 길에서(9): 무교와 한국문화.” 「기독교사상」 517 (2002): 240-253.

_____. “종교와 예술의 뒤안길에서(10): 풍류도와 한국사상.” 「기독교사상」 518 (2002): 238-257.

_____. “동방의 등불.” 「기독교사상」 519 (2002): 248-259.

_____. “풍류신학으로의 여로.” 「기독교사상」 520 (2002): 234-244.

_____. “3 · 1 문화와 풍류도.” 「기독교사상」 521 (2002): 242-252.

_____. ”풍류도와 한국미.” 「기독교사상」 522 (2002): 226-236.

_____. “종교와 예술의 뒤안길에서: 밀레니엄과 삼대 거작.” 「기독교사상」 523 (2002): 234-246.

_____. “종교와 예술의 뒤안길에서: 포구에 서서.” 「기독교사상」 524 (2002): 254-265.

_____. “진오기굿을 통해 본 한국인의 죽음 이해.” 「한국문화신학회 논문집」 7 (2004): 170-179.

_____. “한국 기독교 미술에 대하여.” 「한국문화신학회 논문집」 8 (2005): 85-91.

_____ 외. “한국에 기독교 문화는 있는가?.” 「한국문화신학회 논문집」 8 (2005): 185-204.

_____. “풍류신학.” 「한국문화신학회 논문집」 9 (2006): 256-269.

_____ 외. “대한기독교서회 120주년 좌담회 - 원로에게 듣는다.” 「기독교사상」 618 (2010): 56-71.

_____. “무교와 한국문화.” 「기독교사상」 769 (2023): 138-149.

그밖의 일본어와 영어 논문은 『소금 유동식 전집』 제10권 544-545쪽 참조. 

## 관련 기사
백승인. 연세신학 시민강좌서 ‘한국문화와 기독교’ 다뤄. 천지일보. 2009년 3월 11일.

강수경. 토착화 신학 선구자 소금 유동식 박사. 천지일보. 2012년 5월 9일.

정성경. 소금(素琴) 유동식 교수(연세대학교 신학과 은퇴교수), “신학은 역사와 철학의 터 위에 배워야…”. GOSPELTODAY. 2019년 1월 17일.

김한수. 안경·보청기 없이 12년째 신년 설교… 내년 예배계획까지 세워둔 99세 신학자. 조선일보. 2020년 7월 16일. 

조현. 100살 신학자 유동식 “우리의 혼 풍류도를 발현해 세계인을 열광케 하라”. 한겨레. 2021년 1월 20일.

명승일. 제27회 용재상에 유동식 연세대 은퇴교수 선정. 천지일보. 2021년 3월 18일.

김한수. ‘풍류 신학’ 개척자 유동식 박사… 만 99세로 용재상 수상. 조선일보. 2021년 3월 19일.

한상형. 유동식 연세대학교 은퇴교수, 제27회 용재학술상 수상. 한국강사신문. 2021년 3월 19일.

박명윤. ‘100세 건강’ 유동식 풍류신학자 2021 용재학술상. THE ASIAN. 2021년 4월 5일.

김광주. 연세대, 제27회 용재상학술상에 '기독교계 석학' 유동식 교수. 뉴시스. 2021년 11월 18일.

이원지. 연세대, 용재학술상에 유동식 연세대 은퇴교수 선정. 한국대학신문. 2021년. 11월 18일.

김한수. 연말엔 102세, 연초엔 100세 어르신이 설교하는 교회. 조선일보. 2022년 1월 12일.

김한수. 유·불·선 통합한 ‘풍류 신학’의 개척자… 유동식 前 연세대 교수 별세. 조선일보. 2022년 10월 18일.

이지수. ‘풍류신학’ 소금 유동식 박사 별세. 베리타스. 2022년 10월 18일.

조현. 토착신앙인 무교 연구해 ‘풍류신학’ 주창한 원로신학자. 한겨례. 2022년 10월 18일.

신효령. '풍류 신학' 개척자 유동식 전 연세대 교수 별세…향년 100세. 뉴시스.

김진한. “풍류신학, 우리 민족의 영적 DNA 중요성 알려”: ‘하늘 나그네’ 고 유동신 전 연세대 교수 장례예식 열려. 베리타스. 2022년 10월 20일. 

이대웅. ‘풍류신학’ 유동식 전 연세대 교수, 100세로 소천. 기독일보. 2022년 10월 20.

이연경. ‘풍류신학’ 창시한 유동식 선생 별세. 주간기독교. 2022년 11월 8일.

## 관련 영상
소금 유동식 박사 초청 특별 신학 강좌 (1 of 11) - 유튜브

소금 유동식 박사 초청 특별 신학 강좌 (2 of 11) - 유튜브

소금 유동식 박사 초청 특별 신학 강좌 (3 of 11) - 유튜브

소금 유동식 박사 초청 특별 신학 강좌 (4 of 11) - 유튜브

소금 유동식 박사 초청 특별 신학 강좌 (5 of 11) - 유튜브

소금 유동식 박사 초청 특별 신학 강좌 (6 of 11 - 유튜브

소금 유동식 박사 초청 특별 신학 강좌 (7 of 11) - 유튜브

소금 유동식 박사 초청 특별 신학 강좌 (8 of 11) - 유튜브

소금 유동식 박사 초청 특별 신학 강좌 (9 of 11) - 유튜브

소금 유동식 박사 초청 특별 신학 강좌 (10 of 11) - 유튜브

소금 유동식 박사 초청 특별 신학 강좌 (11 of 11) - 유튜브

79회 국민강좌 - 유튜브

예술목회에 대하여(1부 하나님의 작품 우주와 인간)-유동식 교수(예술목회연구원 미디어특강) - 유튜브

예술목회에 대하여(2부 말씀과 예수)-유동식 교수(예술목회연구원 미디어특강) - 유튜브

예술목회에 대하여(3부 그리스도의 십자가와 부활) - 유동식 교수(예술목회연구원 미디어특강) - 유튜브

예술목회에 대하여(4부 그리스도인의 예술적인 삶) -유동식 교수(예술목회연구원 미디어특강) - 유튜브

예술목회에 대하여(5부 예술적인 목회)-유동식 교수(예술목회연구원 미디어특강) - 유튜브

한국인, 우리는 누구인가: 풍류도와 한국문화의 구조 (유동식 교수) - 유튜브

하나님의예술과복음적실존1 - 유튜브

하나님의예술과복음적실존2 - 유튜브

하나님의예술과복음적실존4 - 유튜브

하나님의예술과복음적실존5 - 유튜브

한국문화신학자, 유동식 교수 인터뷰 - 유튜브

서유석TV 1회 유동식 박사와 함께 - 유튜브

한국문화와 기독교 1강 풍류도와 진생도 2강 통전적 우주 - 유튜브

한국문화와 기독교 3강 통전적 인간 4강 통전적 종교 - 유튜브

한국 문화와 기독교 5강 종교와 그림예술 6강 성서계 만다라 - 유튜브

한국 문화와 기독교 7강 한국종교문화와 기독교 8강 아름다운움과 복음의 예술 - 유튜브

한국 문화와 기독교 9강 성령의 역사와 그리스도인 10강 한 멋진 삶의 복음 - 유튜브

기독교인이 일본엔 적고, 한국엔 많은 이유 | 유불선을 통달해서 나오는 한국 특유의 멋 | 풍류신학 유동식 교수 | 무사도와 풍류도의 차이 - 유튜브

유동식 교수 설교와 기도의 핵심 | 기독교와 삼태극의 접목 | 풍류신학 - 유튜브

백세의 풍류도인(風流道人) 유동식(柳東植) 교수를 만나다 - 유튜브

2022.01.09 주일 예배 | 말씀증언 - 성령의 역사와 복음적 실존 - 유튜브